# Qualificazioni ai Giochi della XXVIII Olimpiade (CONCACAF)
Di seguito sono elencati gli incontri con relativo risultato della zona nord/centro americana (CONCACAF) per le qualificazioni ad Atene 2004.

## Formula
La formula prevedeva quattro turni: due turni eliminatori, una fase a gironi e un turno ad eliminazione diretta.
Al primo turno partecipavano 24 squadre che vennero divise in 12 spareggi A/R. Passavano il turno le vincitrici degli spareggi.
Al secondo turno partecipavano 14 squadre (le 12 che avevano passato il primo turno più Stati Uniti e Honduras che erano di diritto qualificate al secondo turno) che vennero divise in 7 spareggi A/R. Le vincitrici degli spareggi accedevano alla fase a gironi (terzo turno).
Se uno spareggio fosse terminato in parità dopo la partita di ritorno, il passaggio del turno sarebbe stato affidato ai calci di rigore. Questo era valido sia per il primo turno sia per il secondo turno.
Al terzo turno partecipavano 8 squadre (le 7 che avevano passato il secondo turno più il Messico che era di diritto qualificato al terzo turno). Le squadre vennero divise in due gironi da 4 squadre ciascuno dove si disputarono incontri di sola andata. Le prime due classificate dei due gironi passavano il turno accadendo alle semifinali.
Nelle semifinali si disputarono incontri di sola andata; la prima semifinale si disputò tra la prima classificata del gruppo A e la seconda classificata del gruppo B, mentre la seconda semifinale si disputò tra la prima classificata del gruppo B e la seconda classificata del gruppo A.
Le semifinaliste vincitrici disputarono una finale per il primo posto mentre le semifinaliste perdenti disputarono una finale per il terzo posto.
Il terzo turno, le semifinali e le due finali vennero interamente disputati a Guadalajara (Messico).
Si qualificavano all'Olimpiade le prime due classificate.

## Risultati

### Primo turno
| Arbitro: | Alfredo Whittaker |

|  |           |                                          |
|  | Marcatori | 62’ Celestine 78’ K. Davis 86’ Toussaint |

| Arbitro: | Jean-François Corrivault |

|                                 |           |                 |
| Caseman 54’ D. Mitchell 79’ 90’ | Marcatori | 87’ (rig.) Jean |

| Arbitro: | Michael Kennedy |

|                               |           |                       |
| David Martínez 10’ Calero 80’ | Marcatori | 41’ Garcés 88’ Tejada |

| Arbitro: | Mark Forde |

|                                                     |           |            |
| Henríquez 34’ Tejada 40’ Garcés 64’ J. R. Solís 89’ | Marcatori | 74’ Calero |

| Arbitro: | John Callendar |

|                                 |           |  |
| Morris 12’ 22’ 38’ 68’ Bain 57’ | Marcatori |  |

| Arbitro: | Ibrahim Borhim |

|                 |           |                                              |
| W. Mitchell 12’ | Marcatori | 5’ 20’ Bain 11’ Perutte 85’ Smith 89’ Morris |

| Arbitro: | Marcio Carranza |

|  |           |                                                                                           |
|  | Marcatori | 2’ 38’ Harmse 11’ 71’ Masciantonio 18’ 76’ Nsaliwa 32’ Friend 52’ 86’ Godfrey 90’ Poźniak |

| Arbitro: | Ali Saheli |

| |           |  |
| Poźniak 5’ 33’ Masciantonio 8’ Friend 24’ 26’ 40’ 62’ 66’ 84’ Chin 44’ Jaime Peters 47’ Placentino 69’ J. Thompson 75’ Braz 87’ | Marcatori |  |

| Arbitro: | Neal Brizan |

|  |           |            |
|  | Marcatori | 42’ Maceus |

| Miami 12 ottobre 2003                         | Haiti     | 1 – 0 | Rep. Dominicana | Miami Orange Bowl |
| \| \| \| \| \| Peguero 21’ \| Marcatori \| \| |           |       |                 |                   |
|                                               |           |       |                 |                   |
| Peguero 21’                                   | Marcatori |       |                 |                   |

| Arbitro: | Alexander Williams |

|  |           |             |
|  | Marcatori | 30’ Francis |

| Arbitro: | George Phillip |

|                                |           |               |
| Warner 33’ Jarvis 62’ Lake 74’ | Marcatori | 90’ Sorhaindo |

| Arbitro: | Roberto Moreno |

|           |           |                  |
| Muñoz 90’ | Marcatori | 74’ Breakenridge |

| Arbitro: | Noel Bynoe |

|          |           |  |
| Dean 85’ | Marcatori |  |

| Arbitro: | Urvin Faneijte |

|  |           |                             |
|  | Marcatori | 9’ Enríquez 44’ F. Thompson |

| Arbitro: | Jorge Gasso |

|                                                                 |           |  |
| Enríquez 27’ 90+’ F. Thompson 37’ 43’ Zacarías 61’ Gallardo 74’ | Marcatori |  |

| Arbitro: | Timothy Hazelwood |

|                                                               |           |           |
| Millington 24’ Beveney 68’ Richardson 71’ Jonathan Peters 86’ | Marcatori | 55’ Forde |

| Arbitro: | Roberto Delgado |

|                     |           |                |
| Harvey 75’ Mark 85’ | Marcatori | 87’ Millington |

| Arbitro: | Nery Alfaro |

| |           |  |
| Díaz 15’ 65’ E. Scott 22’ 33’ 44’ 63’ Saborío 48’ (rig.) 59’ B. Scott 50’ Brenes 55’ Granados 71’ Montero 73’ Salazar 78’ Azofeifa 84’ D. Aguilar 90’ | Marcatori |  |

| Arbitro: | Rosnick Grant |

|  |           |                                                                                   |
|  | Marcatori | 9’ 58’ E. Scott 26’ (rig.) 28’ Saborío 46’ 51’ Granados 62’ Díaz 79’ M. Rodríguez |

|  | Porto Rico | – | El Salvador |  |

|  | El Salvador | – | Porto Rico |  |

|  | Antigua e Barbuda | – | Saint Lucia |  |

|  | Saint Lucia | – | Antigua e Barbuda |  |

Passano il turno Canada (24-0), Costa Rica (23-0), El Salvador (ritiro di Porto Rico), Giamaica (2-1), Grenada (10-1), Guatemala (8-0), Guyana (5-1), Haiti (2-0), Panama (6-3), Saint Kitts e Nevis (4-1), Saint Lucia (sospensione di Antigua e Barbuda da parte della FIFA) e Trinidad e Tobago (6-1).

### Secondo turno
| Arbitro: | Mark Forde |

|           |           |                                       |
| James 68’ | Marcatori | 14’ 45’ 48’ 70’ Tejada 15’ 55’ Garcés |

| Arbitro: | Mauricio Navarro |

|                                                               |           |  |
| Tejada 37’ 60’ Garcés 39’ 41’ B. Pérez 74’ 77’ W. Aguilar 82’ | Marcatori |  |

| Arbitro: | Victor Stewart |

|                     |           |  |
| Galdámez 85’ (rig.) | Marcatori |  |

| Arbitro: | Brian Hall |

|                                                   |                      |                                                 |
| Placentino 48’                                    | Marcatori            |                                                 |
| Cañizalez Braz Nsaliwa Dunfield Hutchinson Friend | Tiri di rigore 5 – 4 | Galdámez Sánchez Pacheco Zelaya Mejía L. Castro |

| Arbitro: | Rodolfo Sibrián |

|          |           |                  |
| Bain 10’ | Marcatori | 33’ (rig.) Spann |

| Arbitro: | José Pineda |

|                                         |           |  |
| K. Davis 5’ D. Mitchell 9’ Baptiste 56’ | Marcatori |  |

| Arbitro: | Mike Seifert |

|                                                                  |           |  |
| Saborío 7’ 50’ 60’ (rig.) 82’ López 13’ Salazar 76’ E. Scott 88’ | Marcatori |  |

| Arbitro: | Alexander Williams |

|             |           |                                    |
| Beveney 35’ | Marcatori | 27’ E. Scott 42’ Saborío 43’ Myrie |

| Arbitro: | Carlos Batres |

|  |           |                                                           |
|  | Marcatori | 13’ 51’ Johnson 28’ Convey 79’ 82’ Buddle 87’ Eskandarian |

| Arbitro: | William Mattus |

|                                            |           |  |
| Testo 2’ 61’ Martino 86’ Gaven 90+’ (rig.) | Marcatori |  |

| Arbitro: | Jaggernath Goolcharan |

|                 |           |  |
| Shelton 27’ 71’ | Marcatori |  |

| Arbitro: | Kevin Stott |

|                              |           |           |
| F. Thompson 41’ Leonardo 75’ | Marcatori | 108’ Dean |

| Arbitro: | Richard Piper |

|  |           |                |
|  | Marcatori | 3’ E. Martínez |

| Arbitro: | Germán Arredondo |

|                   |           |                         |
| Bernárdez 14’ 86’ | Marcatori | 42’ Lormera 44’ Peguero |

Si qualificano al primo turno Canada (1-1, 5-4 ai rigori), Costa Rica (10-1), Giamaica (3-2), Honduras (3-2), Panama (13-1), Stati Uniti (10-0), Trinidad e Tobago (4-1).

### Terzo turno

#### Gruppo A
| Squadra           | P.ti | G | V | N | P | GF | GS | DR |
| ----------------- | ---- | - | - | - | - | -- | -- | -- |
| Costa Rica        | 7    | 3 | 2 | 1 | 0 | 8  | 1  | +7 |
| Messico           | 7    | 3 | 2 | 1 | 0 | 8  | 2  | +6 |
| Trinidad e Tobago | 3    | 3 | 1 | 0 | 2 | 3  | 8  | -5 |
| Giamaica          | 0    | 3 | 0 | 0 | 3 | 1  | 9  | -8 |

| Arbitro: | Neal Brizan |

|                         |           |  |
| Myrie 68’ 73’ Araya 90’ | Marcatori |  |

| Arbitro: | Victor Stewart |

|                                         |           |                 |
| I. Rodríguez 44’ M. Pérez 60’ Cacho 94’ | Marcatori | 19’ D. Mitchell |

| Arbitro: | Alex Prus |

|                                        |           |  |
| Saborío 29’ E. Scott 63’ 69’ Parks 78’ | Marcatori |  |

| Arbitro: | Rodolfo Sibrian |

|                                                              |           |  |
| Diego Martínez 5’ (rig.) L. Pérez 17’ García 24’ Márquez 92’ | Marcatori |  |

| Arbitro: | Alex Prus |

|                            |           |           |
| Sealey 5’ Spann 86’ (rig.) | Marcatori | 72’ Kelly |

| Arbitro: | Rodolfo Sibrian |

|              |           |         |
| L. Pérez 12’ | Marcatori | 8’ Díaz |

#### Gruppo B
| Squadra     | P.ti | G | V | N | P | GF | GS | DR |
| ----------- | ---- | - | - | - | - | -- | -- | -- |
| Stati Uniti | 9    | 3 | 3 | 0 | 0 | 10 | 6  | +4 |
| Honduras    | 6    | 3 | 2 | 0 | 1 | 7  | 5  | +2 |
| Panama      | 3    | 3 | 1 | 0 | 2 | 6  | 8  | -2 |
| Canada      | 0    | 3 | 0 | 0 | 3 | 1  | 5  | -4 |

| Arbitro: | Greivin Porras |

|  |           |                 |
|  | Marcatori | 19’ E. Martínez |

| Arbitro: | Gilberto Alcalá |

|                              |           |                                        |
| Garcés 52’ 70’ Henríquez 56’ | Marcatori | 7’ 80’ Convey 27’ B. Davis 28’ Donovan |

| Arbitro: | Greivin Porras |

|                                  |           |                      |
| E. Martínez 12’ 27’ Palacios 77’ | Marcatori | 24’ (aut.) Bernárdez |

| Arbitro: | Neal Brizan |

|  |           |                |
|  | Marcatori | 30’ 72’ Convey |

| Arbitro: | Victor Stewart |

|            |           |                        |
| Friend 19’ | Marcatori | 12’ Garcés 74’ Miranda |

| Arbitro: | Rodolfo Sibrian |

|                                          |           |                                       |
| Maradiaga 31’ (rig.) 72’ (rig.) Arzú 12’ | Marcatori | 27’ 57’ 69’ Eskandarian 47’ Beckerman |

### Semifinali
| Arbitro: | Gilberto Alcalá |

|  |           |                       |
|  | Marcatori | 21’ López 77’ Saborío |

| Arbitro: | Neal Brizan |

|                                                |           |  |
| Márquez 26’ 55’ Diego Martínez 28’ Íñiguez 28’ | Marcatori |  |

### Finale per il terzo posto
| Arbitro: | Rodolfo Sibrián |

|                                          |                      |                                      |
| Eskandarian 50’                          | Marcatori            | 75’ (rig.) E. Martínez               |
| Eskandarian Gaven Johnson B. Davis Pause | Tiri di rigore 3 – 4 | I. Solís M. Castro Maradiaga Mendoza |

### Finale
| Arbitro: | Victor Stewart |

|                            |           |  |
| Diego Martínez 101’ (rig.) | Marcatori |  |

Si qualificano all'Olimpiade Costa Rica e Messico.